# Tony Gallopin

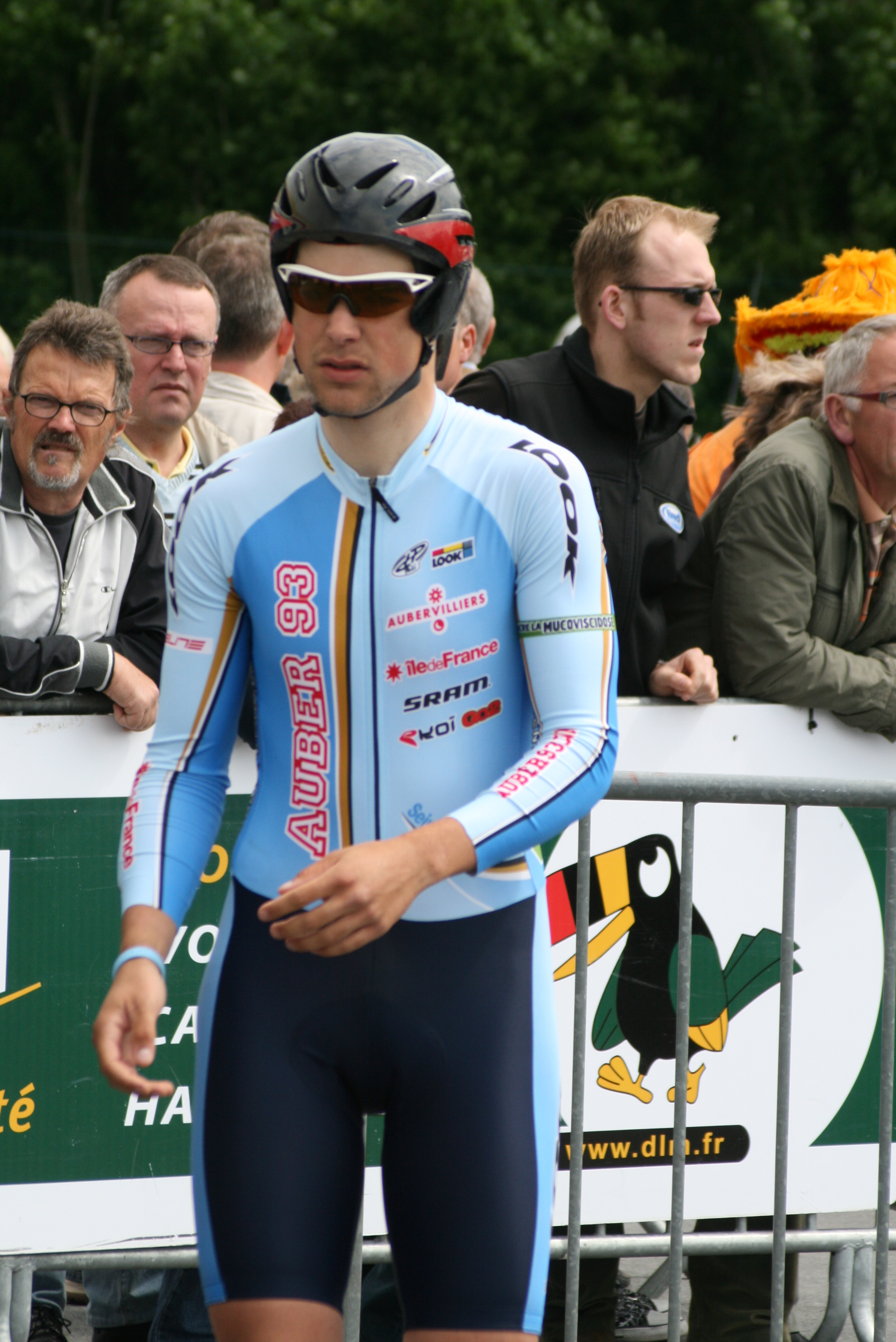
Gallopin bei den Vier Tagen von Dünkirchen 2009

Tony Gallopin (* 24. Mai 1988 in Dourdan, Département Essonne, Île-de-France) ist ein ehemaliger französischer Radrennfahrer.

## Karriere
Tony Gallopin gewann 2005 eine Etappe beim Schweizer Juniorenrennen GP Rüebliland. 2006 wurde er bei den Junioren im Zeitfahren Zweiter der Europameisterschaft in Valkenburg und der französischen Meisterschaft. Bei der Rundfahrt Liège–La Gleize gewann er zwei Etappen und wurde Dritter der Gesamtwertung. Bei der Junioren-Weltmeisterschaft in Spa-Francorchamps gewann Gallopin jeweils die Bronzemedaille im Zeitfahren und im Straßenrennen. 2007 wurde er Zweiter der französischen Meisterschaft im Zeitfahren der Klasse U23.
Seit 2008 fährt Gallopin für internationale Radsportteams, zunächst für das französische Continental Team Auber 93. Im Jahr 2010 wechselte er zum Professional Continental Team Cofidis, für das ihm mit einem Etappensieg bei der Luxemburg-Rundfahrt sein erster Erfolg bei einem internationalen Radrennen im Elitebereich gelang. 2012 wechselte er zum luxemburgischen ProTeam RadioShack. Seinen ersten Erfolg in einem UCI-WorldTour-Rennen erreichte er bei der Clásica San Sebastián 2013, nachdem er 15 km vor dem Ziel aus einer 13-köpfigen Spitzengruppe attackierte und das Rennen im Alleingang beendete. Im selben Jahr wurde er französischer Meister im Straßenrennen. Gallopin gewann die 11. Etappe der Tour de France 2014 im Sprint des Vorderfelds. Im Jahr 2016 wurde er französischer Meister sowohl im Straßenrennen als auch im Einzelzeitfahren. 
Zur Saison 2018 wurde Gallopin Mitglied im Team AG2R La Mondiale. Im ersten Jahr für sein neues Team gewann er die favorisierende 7. Etappe der Vuelta a España 2018, indem er sich zwei Kilometer vor dem Ziel aus dem Vorderfeld absetzen konnte. Nachdem er in den folgenden drei Jahren ohne zählbaren Erfolg geblieben war, wechselte er zur Saison 2022 zum Team Trek-Segafredo. Für das Team nahm er noch zweimal an der Tour de France teil, so dass er auf insgesamt 16 Teilnahmen an einer Grand Tour kam. Ein weiterer Sieg blieb ihm verwehrt.
Nach der Saison 2023 beendete Gallopin seine Karriere als Radrennfahrer und wurde Mitglied in der Sportlichen Leitung von Lotto Dstny.

## Privat
Tony Gallopins Vater, Joël Gallopin, und dessen Brüder, Guy Gallopin und Alain Gallopin, der nach Ablauf seiner Karriere als Aktiver als Sportlicher Leiter tätig ist, waren ebenfalls Radprofis. Gallopin war eine Zeit lang mit der französischen Meisterin im Straßenrennen Marion Rousse verheiratet, ehe sie mit Julian Alaphilippe zusammenkam.

## Erfolge
2008
- Französischer Meister – Einzelzeitfahren (U23)
- Paris–Tours U23

2009
- Einzelzeitfahren Mittelmeerspiele

2010
- eine Etappe Luxemburg-Rundfahrt

2011
- Flèche d’Emeraude
- eine Etappe Tour du Limousin

2013
- Französische Meisterschaft – Straßenrennen
- Clásica San Sebastián

2014
- eine Etappe Tour de France

2015
- eine Etappe Etoile de Bessèges
- eine Etappe Paris–Nice

2016
- Französische Meisterschaft – Einzelzeitfahren
- Französische Meisterschaft – Straßenrennen
- Grand Prix de Wallonie

2017
- eine Etappe Etoile de Bessèges

2018
- Gesamtwertung und eine Etappe Etoile de Bessèges
- eine Etappe Vuelta a España

2021
- Zwischensprint-Wertung UAE Tour

## Grand-Tour-Platzierungen
| Grand Tour            | 2010 | 2011 | 2012 | 2013 | 2014 | 2015 | 2016 | 2017 | 2018 | 2019 | 2020 | 2021 | 2022 | 2023 |
| --------------------- | ---- | ---- | ---- | ---- | ---- | ---- | ---- | ---- | ---- | ---- | ---- | ---- | ---- | ---- |
| Giro d’ItaliaGiro     | –    | –    | –    | –    | –    | –    | –    | –    | –    | DNF  | DNF  | 60   | –    | –    |
| Tour de FranceTour    | –    | 79   | DNF  | 58   | 29   | 31   | 71   | 21   | DNF  | 56   | –    | –    | 36   | 86   |
| Vuelta a EspañaVuelta | 89   | –    | –    | –    | –    | –    | –    | –    | 11   | –    | –    | –    | –    | –    |